# Wasserkraftwerk Mühleberg
Wasserkraftwerk Mühleberg är ett vattenkraftverk i Schweiz.   Det ligger i distriktet Bern-Mittelland och kantonen Bern, i den centrala delen av landet, 13 km väster om huvudstaden Bern. Wasserkraftwerk Mühleberg ligger 478 meter över havet. Det ligger vid sjön Stausee Wohlen.
Terrängen runt Wasserkraftwerk Mühleberg är platt åt sydväst, men åt nordost är den kuperad. Runt Wasserkraftwerk Mühleberg är det mycket tätbefolkat, med 1 517 invånare per kvadratkilometer.. Närmaste större samhälle är Bern, 12,5 km öster om Wasserkraftwerk Mühleberg.
Omgivningarna runt Wasserkraftwerk Mühleberg är en mosaik av jordbruksmark och naturlig växtlighet.